# Angelo Abenante
Angelo Abenante (Torre Annunziata, 10 maggio 1927 – Torre Annunziata, 27 marzo 2024) è stato un politico italiano.

## Biografia
Diplomato al liceo scientifico Vincenzo Cuoco a Napoli, studiò Ingegneria all'Università Federico II, senza completare gli studi.
Sindacalista della CGIL, nel 1956 divenne membro della segreteria della Camera del Lavoro di Napoli. Esponente del Partito Comunista Italiano, fu consigliere comunale e assessore all'urbanistica a Torre Annunziata e consigliere provinciale a Napoli. 
Venne poi eletto alla Camera dei deputati nella IV legislatura (dal 1963 al 1968), mentre nella V e VI legislatura fu senatore, restando in carica dal 1968 fino al 1976.
Nel 1954 sposò Ada Salvagnini, partigiana veneta nata nel 1923 e morta nel 2011.

## Opere
- 1898: la rivolta del pane, Napoli, A. De Frede, 2017. ISBN 978-88-99926-09-0
- Gino Alfani: il primo deputato comunista campano, Napoli, Libreria Dante & Descartes, 2013.
- Per la libertà: sorvegliati dall'OVRA a Torre Annunziata, Napoli, Libreria Dante & Descartes, 2009. ISBN 978-88-6157-073-3
- Elea-Velia: Scritti antichi, a cura di A.A., prefazione di Luigi Labruna, Napoli, La città del sole, 2005. ISBN 88-8292-281-2
- Maccaronari; prefazione Antonio Alosco, postfazione Giuseppe Zollo, Napoli, Novus Campus, 2002.
- Napoli 1943-1947: una cronaca comunista, con Aldo Abenante, Napoli, Libreria Dante e Descartes, 1999.
- Velia, città greca, a cura di A.A., Napoli, Ed. Intra Moenia, 1996.